# Mosze Trojanowski
Mosze Trojanowski (ur. 1906 w Dąbrowie Górniczej, zm. 1942 w Treblince) – polski poeta żydowskiego pochodzenia.

## Życiorys
Mosze Trojanowski urodził się w biednej rodzinie w Dąbrowie Górniczej. Studiował w jesziwie w Będzinie, a potem przeniósł się do Łodzi. Zatrudnił się w fabryce pończoch, dorabiał jako korepetytor języka hebrajskiego. Uczestniczył w spotkaniach literatów i artystów. 
Początkowo pod pseudonimem Misza Trojanow ukazywały się opowiadania i wiersze. W 1933 r. opublikowane zostało jego opowiadanie In karachod (jid. W tańcu), a w 1936 r. wydany został jego pierwszy tom poezji Umetike horizontn (jid. Smutne horyzonty). Dzięki sprzedaży tomików wierszy Tojanowski mógł się utrzymać na skromnym poziomie. W 1938 r. wydał drugi tom poezji Der nacht antkegn (jid. Naprzeciw nocy) ilustrowany przez Mendla Reifa. W tym samym roku Trojanowski przeniósł się z żoną do Otwocka. Tam zastał go wybuch II wojny światowej. Został osadzony w getcie, a w sierpniu 1942 r. trafił do obozu zagłady Treblinka II, gdzie został zamordowany.
Jego utwory ukazały się ponownie w Antologii poezji żydowskiej wydanej przez Państwowy Instytut Wydawniczy.